# The Moment (album de Framing Hanley)
Pour les articles homonymes, voir The Moment.
Albums de Framing Hanley
A Promise to Burn
(2010)
The Moment est le premier album studio du groupe de rock alternatif américain Framing Hanley, originellement commercialisée en 2007, puis redistribué en 2008. L'album est accueilli sur AllMusic avec deux étoiles sur cinq, et Rock Sound avec une note de 6 sur 10. Il existe également en plusieurs éditions,.

## Liste des pistes
| 1.     | Home                         | 3:14 |
| 2.     | Built For Sin                | 3:32 |
| 3.     | Hear Me Now                  | 3:53 |
| 4.     | Slow Dance                   | 2:57 |
| 5.     | All In Your Hands            | 3:32 |
| 6.     | It's Not What They Said      | 3:41 |
| 7.     | 23 Days                      | 3:26 |
| 8.     | Count Me In                  | 3:35 |
| 9.     | Alone In This Bed (Capeside) | 3:50 |
| 10.    | Wave Goodbye                 | 3:13 |
| 11.    | The Fold                     | 3:08 |
| /38:01 |                              |      |